# Jamie McShane
Jamie McShane (Saddle River) is een Amerikaans acteur.

## Biografie
McShane werd geboren in Saddle River, in het noorden van New Jersey, in een gezin van vijf kinderen. Hij haalde zijn bachelor of arts in Engels aan de University of Richmond in Richmond (Virginia). Na het behalen van zijn diploma ging hij backpacken door Europa, Azië, Australië en Nieuw-Zeeland. Toen hij terugkeerde in Amerika verhuisde hij naar New York om daar zijn acteercarrière te starten in het theater, reclame en kleine televisierollen. Later verhuisde hij naar Los Angeles voor zijn acteercarrière.
McShane begon in 1997 met acteren in de film Macon County Jail, waarna hij nog meer dan 125 rollen speelde in films en televisieseries. Hij speelde nog meer in onder andere 24 (2003-2004), Sons of Anarchy (2008-2010), Southland (2011-2013) en Bloodline (2015-2016).

## Filmografie

### Films
Selectie:
- 2020 Mank - als Shelly Metcalf
- 2014 Gone Girl - als Donnelly
- 2014 Nightcrawler - als enge motorrijder
- 2012 Argo - als William J. Daugherty
- 2012 The Avengers - als feestvierende editor interview
- 2011 Thor - als agent Jackson
- 2008 The Haunting of Molly Hartley - als pastoor
- 2008 Pride and Glory - als luitenant Fricker
- 2008 Winged Creatures - als Stickman
- 2007 Mr. Brooks - als forensisch onderzoeker
- 2005 Today You Die - als Vincent
- 2005 Hostage - als Joe Mack

### Televisieseries
Uitgezonderd eenmalige gastrollen.
- 2023 1923 - als Marshal Kent - 3 afl.
- 2022-2025 Wednesday - als Sheriff Donovan Galpin - 11 afl.
- 2022 The Lincoln Lawyer - als rechercheur Lankford - 7 afl.
- 2021 CSI: Vegas - als Anson Wix - 6 afl.
- 2021 Animal Kingdom - als Max - 4 afl.
- 2019-2021 SEAL Team - als kapitein Lindell - 17 afl.
- 2020 How to Get Away with Murder - als openbaar aanklager Lennox - 2 afl.
- 2020 Star Trek: Picard - als Zhaban - 3 afl.
- 2015-2019 Law & Order: Special Victims Unit - als Luke Davis - 2 afl.
- 2019 The Passage - als dr. Tim Fanning - 10 afl.
- 2018 Condor - als Gareth Lloyd - 3 afl.
- 2018 Unsolved - als rechercheur Fred Miller - 6 afl.
- 2018 Bosch - als rechercheur Francis Sheehan - 9 afl.
- 2015-2017 Bloodline - als Eric O'Bannon - 33 afl.
- 2014-2017 Scorpion - als Patrick Quinn - 5 afl.
- 2014-2016 Murder in the First - als Justin Burnside - 19 afl.
- 2015 Fear the Walking Dead - als luitenant Moyers - 2 afl.
- 2014-2015 The Fosters - als Donald Jacob - 4 afl.
- 2013 King & Maxwell - als Ray Martin - 2 afl.
- 2011-2013 Southland - als Terry Hill - 19 afl.
- 2013 Ironside - als rechercheur Callahan - 2 afl.
- 2012 Vegas - als Davey Cornaro - 2 afl.
- 2008-2010 Sons of Anarchy - als Cameron Hayes - 12 afl.
- 2008 My Name Is Earl - als Carter O'Dell - 2 afl.
- 2007 The ½ Hour News Hour - als Timothy Cox - 12 afl.
- 2006-2007 The Nine - als Henry Vartak - 5 afl.
- 2006 Commander in Chief - als Andrew Dugan - 2 afl.
- 2003-2004 24 - als Gerry Whitehorn - 6 afl.

- Library of Congress Control Number: no2009091029
- Virtual International Authority File: 90540275